# Двойное маркирование
Двойное маркирование — способ кодирования синтаксических отношений, при котором грамматические показатели связи помещаются как на главный, так и на зависимый элемент отношения.
Двойное маркирование противопоставлено вершинному, зависимостному и нулевому.

## История изучения
Понятие типа (а также локуса) маркирования ввела в статье 1986 года Джоханна Николс, предложив различать две базовые стратегии, вершинную и зависимостную. Понятие двойного маркирования возникает в её книге 1992 года. Согласно данным «Всемирного атласа языковых структур», двойное маркирование встречается реже двух вышеупомянутых базовых типов, будучи распространенным преимущественно на американском континенте, в Австралии и островах Юго-Восточной Азии. Кроме того, в некоторых языках (к примеру, в татарском) оно появляется в некоторых конструкциях, не будучи доминирующим. Поэтому некоторые исследователи не оперируют данным понятием, ограничиваясь двумя самыми распространёнными типами (вершинным и зависимым).

## Варианты проявления типа маркирования
| Конструкция            | Вершина          | Зависимые             | Описание (WALS)                           |
| ---------------------- | ---------------- | --------------------- | ----------------------------------------- |
| Посессивная            | Имя (обладаемое) | Посессор (обладатель) | Маркирование в посессивной именной группе |
| Атрибутивная           | Существительное  | Прилагательное        |                                           |
| Предложная/послеложная | Предлог/послелог | Имя (комплемент)      |                                           |
| Предикация             | Глагол           | Аргументы глагола     | Маркирование в клаузе                     |

Обычно более значимыми для характеристики языка считаются тип маркирования в посессивной именной группе и в предикации (предложении).
Существуют языки, последовательно демонстрирующие двойное маркирование — в частности, инуктитут, в котором наблюдается подобная стратегия при кодировании в связи как в предикации, так и в именной группе.
Следует отметить, что один и тот же язык может сочетать разные стратегии маркирования в различных типах синтаксических конструкций, в связи с чем сам концепт маркирования иногда применяется не к языку в целом, а к конкретным типам структур. Джоханна Николс и Бальтазар Бикель рекомендуют считать язык использующим преимущественно двойное маркирование в том случае, если в нем сочетается одновременно падежное кодирование поссессора в именной группе и подлежащего с выражение согласования на имени обладаемого и сказуемом соответственно.

## Двойное маркирование в различных синтаксических составляющих

### Именная группа

#### Посессивная конструкция
В посессивной именной группе главным элементом является имя, обозначающее обладаемое, тогда как зависимым — имя, обозначающее обладателя.
Если в русском языке в подобных случаях наблюдается зависимостное маркирование (к примеру, в сочетании лодка человека второй элемент оформлен родительным падежом, а первый не имеет никаких показателей связи с зависимым), а, например, в абхазском языке был бы выделен маркирован вершинный элемент, язык инуктитут выделяет обе составляющие.
| Inu[k]-up        | umia[q]-ngik    |
| инуит-POSS       | лодка-POSS.DUAL |
| две лодки инуита |                 |

В данном случае словоформа «инуит» маркирована показателем посессора (обладателя), а форма «лодка» имеет показатель, в котором кумулятивно сочетаются значения обладаемого и двойственного числа.
- Примечание: здесь и далее фонемы, не представленные в приводимой словоформе того или иного языка, но присутствующие в глубинном представлении соответствующей морфемы, взяты в квадратные скобки.

#### Атрибутивная конструкция
Случаи возникновения показателя связи на существительном при наличии у него зависимого прилагательного весьма редки, в связи с чем как двойное, так и вершинное маркирование в атрибутивных конструкциях встречается нечасто.
В качестве примера двойного маркирования можно привести фразу языка торо тегу (догонские языки), в котором при наличии у существительного нескольких зависимых прилагательных кодируется первое из них, а также само существительное. Кодировка заключается в понижении тона последнего слова лексемы, в связи с чем отдельные морфемы в данном случае не выделяются
| jìrò              | pìrù       | jɛ́m    |
| глаз. REL         | белый. REL | чёрный |
| тёмный белый глаз |            |        |

- Примечание: REL — падеж, маркирующий, в частности, имена, при которых есть прилагательные; противопоставлен падежу, используемому для кодирования ядерных аргументов глагола.

В то же время, при наличии лишь одного зависимого прилагательного имеем вершинное маркирование: так, в словосочетании tùwò jɛ́m «чёрный камень» понижающимся тоном, кодирующим синтаксическую связь, маркировано лишь существительное, в то время как прилагательное никаких показателей не имеет.

#### Предложная конструкция
В качестве примера двойного маркирования в предложной группе можно привести ситуацию в эстонском языке, где существуют склоняемые послелоги, управляющие существительным в определенном падеже (обычно — родительном). К примеру,
| lau[d]-a        | pea-le | panna   |
| стол-GEN        | на-ALL | ставить |
| ставить на стол |        |         |

| lau[d]-a        | pea-lt | ära võtta |
| стол-GEN        | на-ABL | убрать    |
| убрать со стола |        |           |

### Предикация
Двойное маркирование в предикации можно отметить в языке инуктитут. Наряду с полисинтетическими конструкциями, являющимися примером вершинного маркирования, также можно обнаружить и подобные фразы:
| Qimi[q]-up                | arnaq- ø    | mali[k]-qqau-janga       |
| собака-ERG                | женщина-ABS | проследовать-PST-3SG→3SG |
| Собака пошла за женщиной. |             |                          |

Наряду с падежным кодированием глагольных актантов также наличествует транзитивное окончание глагола (transitive ending) -janga, выражающее лицо и число агенса и пациенса (в данном случае — то, что оба они характеризованы третьим лицом и единственным числом).
Примечательно, что удаление из предложения обоих существительных превратит фразу в формальный пример вершинного маркирования: maliqqaujanga означало бы просто «он/она проследовал(-а) за ним/нею». Подобная ситуация является примером крайнего вершинного маркирования, при котором количество актантов, помещённых внутрь глагольной словоформы, не ограничено ничем.

## Проявления двойного маркирования в европейских языках
Несмотря на то, что русский рассматривается как язык с преимущественным зависимым маркированием, в нём наличествует также и отдельные проявления двойной стратегии кодирования синтаксической связи, в частности, выражение в составе глагольной словоформы грамматических категорий одного из его актантов — согласование глагола с подлежащим в роде, лице и числе.
Как отмечает Я. Г. Тестелец, подобное явление можно признать примером двойного маркирования в ряде европейских языков. К примеру, в греческой фразе
| οι               | φοιτητ-ές      | λέ-νε             |
| ART.M.NOM.PL     | студент-NOM.PL | говорить. PRS-3PL |
| студенты говорят |                |                   |

наличествуют показатели множественного числа на обоих элементах отношения (подлежащем и сказуемом).